# Metamórfossis (Imathie)
Metamórfossis (grec moderne : Μεταμόρφωσις) est une localité située dans le dème de Náoussa, dans le district régional d'Imathie, dans la periphérie de Macédoine-Centrale, en Grèce.
Selon le recensement de 2011, elle compte 9 habitants.